# Semih Erden
Semih Erden (Istanboel, 28 juli 1986) is een Turks basketballer. Hij verruilde in 2014 Efes Pilsen SK voor Fenerbahçe Ülker
Erden begon zijn professionele carrière in 2003 bij de Turkse club Darüşşafaka SK. Een seizoen later vertrok hij naar Servië om te basketballen bij KK Partizan. Hij hield het daar één seizoen vol en in 2005 keerde hij terug naar Turkije om te basketballen bij Fenerbahçe SK. De center deed en doet het daar zo goed, dat hij werd geselecteerd voor het Turkse nationale basketbalteam.

## Hoogtepunten
- Tweede plaats EK U18
- Tweede plaats EK U21
- Zesde tijdens WK
- Kampioen van Servië met KK Partizan (2005)
- Kampioen van Turkije met Fenerbahçe Ülker (2007)